# SecureDoc
SecureDoc Disk Encryption jest programem szyfrującym całą powierzchnię dysku, łącznie z systemem operacyjnym. 
Program działa w tle, szyfrując dane z wykorzystaniem silnego algorytmu AES (ang. Advanced Encryption Standard) z 256-bitowym kluczem.
Program umożliwia również blokowanie lub monitorowanie zapisu i odczytu danych z zewnętrznych nośników (np. pamięci USB). Dzięki konsoli do centralnej administracji, SecureDoc przystosowany jest do pracy w środowisku korporacyjnym.
Klucze szyfrujące mogą być przechowywane na kartach chipowych lub tokenach (m.in. RSA), co dodatkowo zwiększa bezpieczeństwo.
SecureDoc posiada certyfikat FIPS 140-1 Level 2, zatwierdzający jego użycie do ochrony poufnych danych na szczeblu federalnym w USA i Kanadzie.